# CAメトロポリターノ
CAメトロポリターノ (ポルトガル語: Clube Atlético Metropolitano) は、ブラジル・サンタカタリーナ州ブルメナウを本拠地とするサッカークラブである。
2002年1月22日設立。

## 歴代所属選手
- ロムロ 2007-2008
- リカルド・ロボ 2009
- アンドレイ・ジロット 2009-2013
- クリスティアーノ 2009-2011
- ドゥドゥ 2009-2010, 2011
- マリアノ・トリポジ 2010
- ジュリーニョ 2011-2012
- ニルソン 2013
- ジュリアーノ・ミネイロ 2013-2014
- トジン 2014
- ジャーン・モーゼル 2015
- ジウトン・ヒベイロ 2015
- レオ・モウラ 2016